# Rogowo (Powiat Żniński)
Rogowo (deutsch Rogowo, 1940–1941 Roggenau, 1941–1943 Seebrück, seit 18. Mai 1943 wieder Roggenau) ist ein Dorf im Powiat Żniński (Zniner Kreis) in der polnischen Woiwodschaft Kujawien-Pommern. Es ist Sitz der gleichnamigen Landgemeinde mit etwa 6900 Einwohnern.

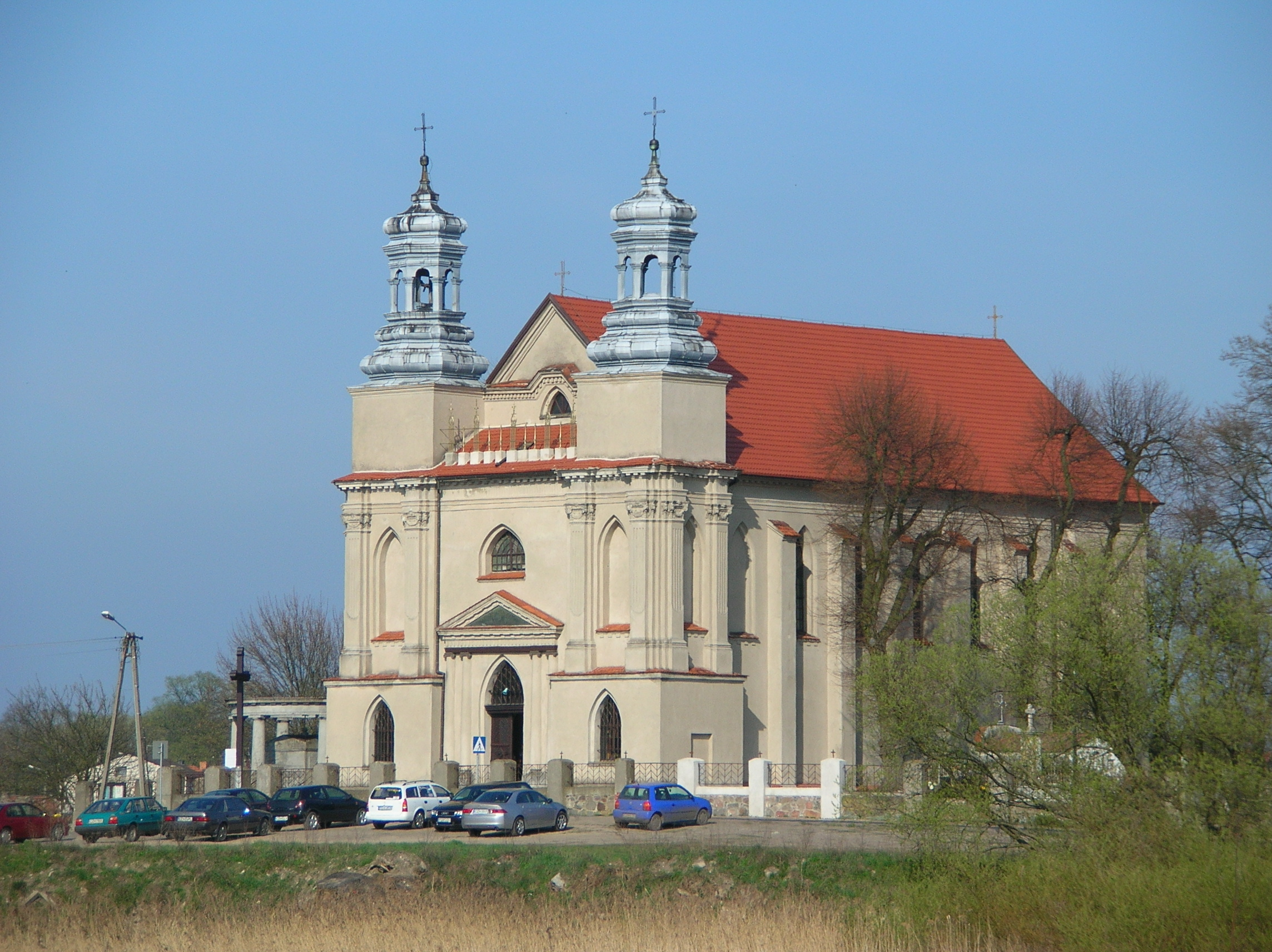
Dorotheenkirche

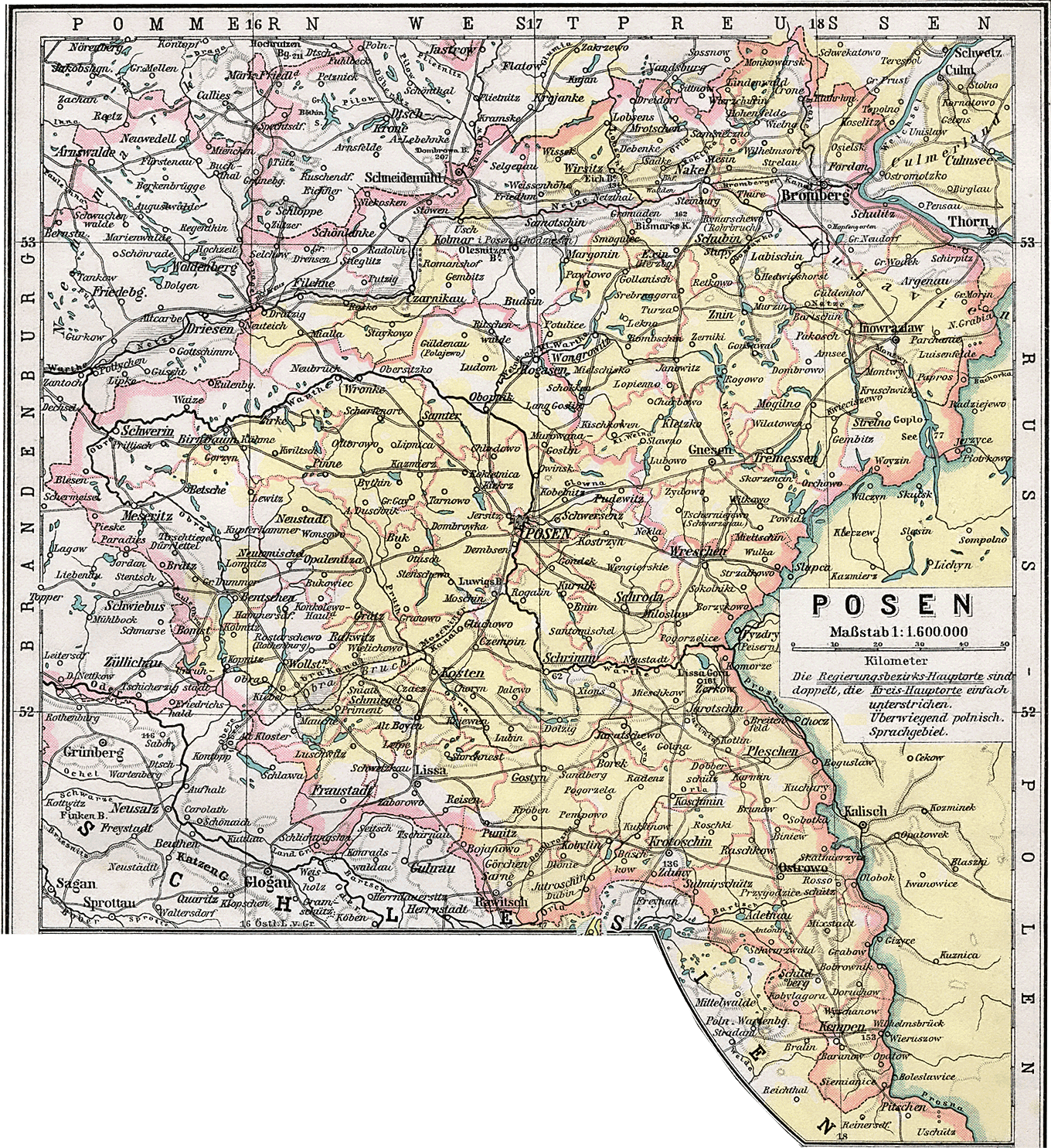
Rogowo, nordöstlich der Stadt Posen und südlich der Stadt Znin, auf einer Landkarte der Provinz Posen von 1905 (gelb markierte Flächen kennzeichnen Gebiete mit seinerzeit mehrheitlich polnischsprachiger Bevölkerung)

## Geographische Lage
Die Stadt liegt in der historischen Region Posen, etwa 15 Kilometer südlich von Żnin (Znin) und 50 Kilometer südwestlich von Bydgoszcz (Bromberg).

## Geschichte
Die erste urkundliche Erwähnung des heutigen Rogowo stammt aus dem Jahr 1311. 1380 wurde Rogowo als Stadt erwähnt, wann die Vergabe des Stadtrechts erfolgte, ist nicht bekannt, genau 200 Jahre später verlor der Ort sein Stadtrecht. Während des Zweiten Nordischen Krieges wurde das Dorf von den Schweden zerstört. Nachdem der Besitzer Albert Węgierski es wieder aufgebaut hatte, wurde Rogowo am 15. Juni 1672 wieder zur Stadt erhoben.
Um 1910 hatte Rogowo eine katholische Pfarrkirche, eine neue evangelische Pfarrkirche (seit 1894), eine Synagoge, ein Elektrizitätswerk, eine Volksbank, eine Spar- und Darlehnskasse, Pferde- und Viehmärkte, Ölfabrikation, eine Molkerei, eine Spiritusbrennerei, Mühlen und ein Holzsägewerk.
Im Jahr 1919 lag die damalige Stadt Rogowo im Kreis Znin im Regierungsbezirk Bromberg der preußischen
Provinz Posen im Deutschen Reich.
Nach Ende des Ersten Weltkriegs musste die Stadt aufgrund der Bestimmungen des Versailler Vertrags am 10. Januar 1920 an die Zweite Polnische Republik abgetreten werden. 1934 verlor der Ort wieder sein Stadtrecht.
Nach dem Überfall auf Polen 1939 durch die deutsche Wehrmacht wurde die Landgemeinde Rogowo mit der Region völkerrechtswidrig in das Reichsgebiet eingegliedert. Rogowo wurde in Roggenau umbenannt. Die Region mit der Landgemeinde Roggenau wurde im Januar 1945 von der Roten Armee erobert und kurz danach von der Sowjetunion der Volksrepublik Polen zur Verwaltung überlassen.

### Demographie
| Jahr | Einwohner | Anmerkungen |
| ---- | --------- | --- |
| 1800 | 266       | Stadt, mit 34 schlecht gebauten Wohnhäusern, Einwohner sind zur Hälfte Polen, zur Hälfte (138) Juden                                                                        |
| 1803 | 168       | Stadt |
| 1816 | 296       | Stadt, davon zwei Evangelische, 120 Katholiken und 174 Juden; nach anderen Angaben 23 Feuerstellen (Haushaltungen) und 210 Einwohner, darunter 82 Katholiken und 128 Juden  |
| 1818 | 210       | Stadt |
| 1821 | 357       | Stadt, mit 32 Privatwohnhäusern |
| 1826 | 385       | Regowo, Ackerstädtchen mit einer Kirche und 32 Gebäuden |
| 1837 | 436       | Stadt, mit 40 Häusern |
| 1843 | 471       | [ 7 ] |
| 1852 | 376       | Stadt |
| 1858 | 419       | [ 7 ] |
| 1861 | 423       | [ 7 ] |
| 1867 | 535       | am 3. Dezember |
| 1871 | 633       | davon 61 Evangelische, 335 Katholiken und 237 Juden |
| 1885 | 622       | am 1. Dezember, davon 98 Evangelische, 353 Katholiken und 171 Juden; nach anderen Angaben 711 Einwohner                                                                     |
| 1905 | 841       | am 1. Dezember, darunter 133 mit deutscher Muttersprache (119 Evangelische und 14 Katholiken) und 620 mit polnischer Muttersprache (sämtlich Katholiken); außerdem 88 Juden |
| 1910 | 885       | am 1. Dezember, davon 191 mit deutscher Muttersprache (126 Evangelische, sieben Katholiken und 58 Juden) und 694 mit polnischer Muttersprache (sämtlich Katholiken)         |

## Gemeinde
Zur Landgemeinde (gmina wiejska) Rogowo gehören 20 Dörfer mit Schulzenämtern.